# Tiaan Whelpton
Tiaan Whelpton (* 29. März 2000 in Kapstadt, Südafrika) ist ein neuseeländischer Leichtathlet, der sich auf den Sprint spezialisiert hat.

## Sportliche Laufbahn
Erste internationale Erfahrungen sammelte Tiaan Whelpton, der in Südafrika aufwuchs, im Jahr 2022, als er bei den Ozeanienmeisterschaften in Mackay in 10,36 s den vierten Platz im 100-Meter-Lauf belegte. Im Jahr darauf schied er bei den Weltmeisterschaften in Budapest mit 10,26 s in der ersten Runde aus. 2024 kam er bei den Hallenweltmeisterschaften in Glasgow mit 6,67 s nicht über die Vorrunde im 60-Meter-Lauf hinaus.
2023 wurde Whelpton neuseeländischer Meister im 100-Meter-Lauf.

## Persönliche Bestleistungen
- 100 Meter: 10,14 s (+0,4 m/s), 21. Mai 2023 in Yokohama
  - 60 Meter (Halle): 6,66 s 29. Dezember 2023 in Pamplona
- 200 Meter: 21,28 s (−0,8 m/s), 6. Februar 2021 in Christchurch